# MTV Sarja
MTV Sarja är en finsk TV-kanal som produceras i samarbete mellan finska MTV3 och svenska TV4. Programmaterialet i kanalen är likvärdigt det som i Sverige köps in till TV4 Guld och TV4 Komedi. Kanalen startade sina sändningar den 1 mars 2008 och finansieras via abonnemangsavgifter.